# Строфария Хорнеманна
Строфария Хорнеманна (лат. Stropharia hornemannii) — гриб семейства Строфариевые (Strophariaceae). Названа
в честь известного датского ботаника Й. В. Хорнеманна.
Синонимы:
- Agaricus depilatus Pers., 1801
- Agaricus hornemannii Fr., 1818basionym
- Agaricus squarrosus Vahl, 1797, nom. illeg.
- Dryophila squarrosa (Vahl) Quél., 1886
- Fungus squarrosus (Vahl) Kuntze, 1898
- Geophila depilata (Pers.) Quél., 1866
- Lepiota squarrosa (Vahl) Gray, 1821
- Naematoloma hornemannii (Fr.) Singer, 1951
- Psilocybe hornemannii (Fr.) Noordel., 1995
- Stropharia depilata (Pers.) Sacc., 1874
- Stropharia squarrosa (Vahl) Morgan, 1908, nom. illeg.

## Описание
- Шляпка 5—12,5 см в диаметре, в молодом возрасте выпуклая, затем становящаяся ширококолокольчатой и уплощённой, с гладкой красно- или жёлто-коричневой, иногда с фиолетовым или сероватым оттенком, поверхностью. Край шляпки, иногда только в молодом возрасте, с беловатыми остатками частного покрывала.
- Мякоть белого или светло-желтоватого цвета, без особого запаха и вкуса.
- Гименофор пластинчатый, пластинки приросшие к ножке, довольно часто расположенные, в молодом возрасте беловатого, при созревании сиреневато-серого цвета.
- Ножка 8—12,5 см длиной, ровная, беловатого цвета, с кольцом, густо покрытая хлопьевидными чешуйками ниже кольца, выше него — гладкая.
- Споровый порошок сиреневато-коричневого цвета. Споры 10—13×5—7 мкм, гладкие, эллипсоидной формы.
- Встречается поздним летом и осенью, обычно группами, реже одиночно, сапротроф.
- В российской литературе считается ядовитым грибом[1], в зарубежной относится к несъедобным грибам[2], или к грибам неизвестной съедобности[3].

## Сходные виды
- Pholiota albocrenulata (Peck) Sacc. 1887 отличается тёмно-красно-коричневой шляпкой и красно-коричневой чешуйчатой ножкой.